# Галеријано (Удине)
Галеријано је насеље у Италији у округу Удине, региону Фурланија-Јулијска крајина.
Према процени из 2011. у насељу је живело 598 становника. Насеље се налази на надморској висини од 41 м.